# Грумелло-Кремонезе-эд-Унити
Грумелло-Кремонезе-эд-Унити (итал. Grumello Cremonese ed Uniti) — коммуна в Италии, располагается в регионе Ломбардия, подчиняется административному центру Кремона.
Население составляет 1910 человек, плотность населения составляет 87 чел./км². Занимает площадь 22 км². Почтовый индекс — 26023. Телефонный код — 0372.